# 輕鬆完勝
〈輕鬆完勝〉（英語："Swish Swish"）是美国歌手凱蒂·佩芮的一首歌曲，並客串妮姬·米娜。歌曲收录於她的第5張錄音室專輯《见证》中，并于2017年5月19日作为专辑第3支单曲发行。這首歌是由佩芮、米娜、亚当·杜蒙、莎拉·哈德森和布列塔尼·哈扎德共同创作，并由杜蒙、诺亚·帕索沃利和PJ雪橇共同制作。〈輕鬆完勝〉是一首受到浩室影响的電子舞曲歌曲，并取样自流線胖小子的《星星69》，其同时也取样于罗兰·克拉克的《我不断深陷》。

## 发行
2017年5月8日，佩芮透过Instagram宣布单曲将会发行于午夜东区时间。〈輕鬆完勝〉可供数位下载的时间与《見證》的开始预购时间相同。在〈輕鬆完勝〉发行后，评论家写道这张单曲看来好像是一张羞辱单曲，且回应泰勒絲的2014年歌曲〈壞到底〉。当出席《詹姆斯柯登深夜秀》并问道这首歌是否指向某个人时，佩芮只是简单回答这是一首反霸凌的歌曲。

## 词曲
〈輕鬆完勝〉由凱蒂·佩芮、奧妮卡·米娜、亚当·杜蒙、莎拉·哈德森和布列塔尼·哈扎德创作，并由杜蒙、诺亚·帕索沃利和PJ雪橇制作。其是一首受到浩室影响的EDM歌曲，并取样自流線胖小子的《星星69》，其同时也取样于罗兰·克拉克的《我不断深陷》。这首单曲共长4分02秒。歌曲由降E大調演奏，節奏為每分鐘120拍。这首歌曲的和弦进程为Cm7–A♭maj7–Gm7–Cm7–A♭maj7–Fm7，而佩芮演唱时的音域为E♭3至 A♭4。

## 现场演出
佩芮于2017年5月20日在《週六夜现场》季终时及見證巡迴演唱會演出。

## 榜单
| 榜单（2017年-2018年）                        | 最高 排位 |
| -------------------------------------------- | --------- |
| 阿根廷（拉美監控英语榜）                     | 16        |
| 澳大利亚（澳大利亚唱片业协会單曲榜）         | 22        |
| 奥地利（Ö3四十强单曲榜）                     | 69        |
| 比利时佛兰德（Ultratip榜外單曲榜）           | 3         |
| 比利时瓦隆（Ultratop五十强单曲榜）           | 14        |
| 加拿大（Canadian Hot 100）                   | 13        |
| 加拿大（《告示牌》Canada CHR）               | 34        |
| 独联体（Tophit独联体电台榜）                 | 55        |
| 哥伦比亚（國家報告）                         | 90        |
| 克罗地亚（克罗地亚广播电视台）               | 37        |
| 捷克（電台百強單曲榜）                       | 61        |
| 捷克（百強數位單曲榜）                       | 41        |
| 芬蘭（芬兰官方下载榜）                       | 6         |
| 法国（法國唱片出版業公會單曲榜）             | 117       |
| 德国（德國官方單曲榜）                       | 76        |
| 匈牙利（四十強單曲榜）                       | 17        |
| 爱尔兰（爱尔兰唱片音乐协会单曲榜）           | 28        |
| 以色列（媒体森林电视播放榜）                 | 1         |
| 意大利（意大利音乐产业联盟单曲榜）           | 73        |
| 黎巴嫩（黎巴嫩官方二十强单曲榜）             | 8         |
| 墨西哥（《公告牌》Mexican Airplay）          | 11        |
| 荷兰（荷蘭四十強單曲榜）                     | 28        |
| 荷兰（百强单曲榜）                           | 53        |
| 新西兰（新西兰唱片音乐协会Heatseekers榜）    | 3         |
| 菲律宾（《告示牌》Philippine Hot 100）       | 5         |
| 波蘭（波蘭百大電台榜）                       | 16        |
| 葡萄牙（葡萄牙唱片業協會单曲榜）             | 45        |
| 罗马尼亚（罗马尼亚百大电台榜）               | 54        |
| 俄罗斯（TopHit俄罗斯电台榜）                 | 66        |
| 蘇格蘭（官方榜单公司單曲榜）                 | 7         |
| 斯洛伐克（百強數位單曲榜）                   | 37        |
| 西班牙（西班牙音樂製作協會）                 | 61        |
| 瑞典（瑞典最熱榜）                           | 53        |
| 瑞士（瑞士热门音乐榜）                       | 46        |
| 英國（官方榜单公司單曲榜）                   | 19        |
| 英國（官方榜单公司舞曲榜）                   | 3         |
| 乌克兰（TopHit乌克兰电台榜）                 | 33        |
| 美国（《告示牌》百大單曲榜）                 | 46        |
| 美國（《告示牌》Dance Club Songs）           | 1         |
| 美國（《告示牌》Hot Dance/Electronic Songs） | 6         |
| 美國（《告示牌》Pop Airplay）                | 33        |
| 委内瑞拉（唱片报告英语榜）                   | 4         |

| 榜单（2017年-2018年）        | 最高 排位 |
| ---------------------------- | --------- |
| 俄罗斯（Tophit俄罗斯电台榜） | 91        |
| 乌克兰（TopHit乌克兰电台榜） | 67        |

| 榜单（2017年）                               | 排位 |
| -------------------------------------------- | ---- |
| 巴西（巴西唱片业协会单曲榜）                 | 143  |
| 加拿大（Canadian Hot 100）                   | 90   |
| 哥斯达黎加（拉美監控）                       | 34   |
| 萨尔瓦多（拉美監控）                         | 42   |
| 洪都拉斯（拉美監控）                         | 20   |
| 巴拉圭（拉美監控）                           | 90   |
| 美国（《公告牌》Dance Club Songs）           | 13   |
| 美国（《公告牌》Hot Dance/Electronic Songs） | 18   |

## 认证与销量
| 地區                           | 认证    | 认证单位/销量        |
| ------------------------------ | ------- | -------------------- |
| 澳大利亚（澳大利亚唱片业协会） | 2× 白金 | 140,000‡             |
| 巴西（巴西唱片業協會）         | 钻石    | 250,000‡             |
| 加拿大（加拿大音乐协会）       | 白金    | 80,000‡              |
| 丹麦（國際唱片業協會丹麥分會） | 金      | 45,000‡              |
| 法国（法國唱片出版業公會）     | 金      | 66,666‡              |
| 德国（聯邦音樂產業協會）       | 金      | 200,000‡             |
| 意大利（意大利音乐产业联盟）   | 金      | 25,000‡              |
| 挪威（國際唱片業協會挪威分会） | 金      | 30,000‡              |
| 波兰（波蘭音像製造商協會）     | 白金    | 50,000‡              |
| 西班牙（西班牙音樂製作協會）   | 金      | 30,000‡              |
| 英国（英国唱片业协会）         | 白金    | 600,000‡             |
| 美国（美國唱片業協會）         | 白金    | 1,000,000‡ / 165,288 |
| ‡僅含認證的+實際銷量           |         |                      |